# Abdul Karim Abdullah al-Arashi
Abdul Karim Abdullah al-Arashi, född 1934, död 10 juni 2006, var tillförordnad president i Nordjemen från 24 juni 1978 då Ibrahim al-Hamadi blev mördad, till 18 juli 1978 när Ali Abdullah Saleh övertog presidentposten.